# Lill-Myckelsjön
Lill-Myckelsjön är en sjö i Sundsvalls kommun och Timrå kommun i Medelpad och ingår i Indalsälvens huvudavrinningsområde. Sjön har en area på 0,125 kvadratkilometer och ligger 178,1 meter över havet. Sjön avvattnas av vattendraget Aspån.

## Delavrinningsområde
Lill-Myckelsjön ingår i det delavrinningsområde (694248-157378) som SMHI kallar för Ovan Stenbitbäcken. Medelhöjden är 212 meter över havet och ytan är 13,89 kvadratkilometer. Det finns inga avrinningsområden uppströms utan avrinningsområdet är högsta punkten. Aspån som avvattnar avrinningsområdet har biflödesordning 3, vilket innebär att vattnet flödar genom totalt 3 vattendrag innan det når havet efter 15 kilometer. Avrinningsområdet består mestadels av skog (78 procent). Avrinningsområdet har 1,26 kvadratkilometer vattenytor vilket ger det en sjöprocent på 9,1 procent.